# Liste der denkmalgeschützten Objekte in Wettmannstätten
Die Liste der denkmalgeschützten Objekte in Wettmannstätten enthält die 14 denkmalgeschützten, unbeweglichen Objekte der Gemeinde Wettmannstätten im steirischen Bezirk Deutschlandsberg.
Zu den denkmalgeschützten Objekten gehören mehrere archäologische Fundstellen. Die dazu verlinkten Fotos zeigen nicht den Ort/die Orte selbst, an dem/an denen archäologische Funde gemacht wurden oder (noch) erwartet werden, sondern die örtliche Situation der meist land- und forstwirtschaftlich genutzten Umgebung dieser Stellen: Die Stellen selbst liegen unterhalb der Erdoberfläche, sie sind in der Natur ohne fachkundige Führung (und größerflächigen Humusabtrag) nicht erkennbar. Ob Bodenunebenheiten auf das geschützte Objekt zurückzuführen sind oder auf spätere menschliche Eingriffe, zu denen auch Suchgräben archäologischer Forschung, Grabräuber, Hohlwege, die Anlage von Äckern, Feldrainen oder andere Veränderungen gehören können, oder ob Hügel, Bodenwellen usw. auf natürliche Abläufe (Erosion, Anschwemmung, Hochwasserhorizonte usw.) zurückzuführen sind, ist ohne Vorinformation nicht zu unterscheiden. Es sind keine Mauerreste sichtbar. Die Fundstellen liegen auf Privatgrund und sind ohne Einvernehmen mit den Grundeigentümern bzw. ohne behördliche Berechtigung nicht betretbar. Der Genauigkeitsgrad der Aufnahme und der angegebenen Koordinaten geht über die Genauigkeit der vom Bundesdenkmalamt und/oder in Fachpublikationen gemachten Angaben (z. B. die Grundstücksdaten) nicht hinaus. Da die Stellen aber ansonsten ohne weitere Einzäunung frei liegen, werden zum Schutz vor unberechtigten Zugriffen selbst dann keine genaueren Aufnahmen verlinkt, wenn dies im Rahmen der Panoramafreiheit nach österreichischem Recht von öffentlichen Wegen aus möglich wäre. Die Fundstellen können auch auf mehrere Grundstücke (die nicht nebeneinander liegen müssen) verteilt sein.

## Denkmäler
| Foto |                 | Denkmal                                                                               | Standort                                            | Beschreibung | Metadaten |
| ---- | --------------- | ------------------------------------------------------------------------------------- | --------------------------------------------------- | --- | --- |
| ja   | Datei hochladen | Lassenberg-Kapelle „Rosenkranz-Königin“ HERIS-ID: 7652 Objekt-ID: 3589                | bei Lassenberg 20 Standort KG: Lassenberg           | Die Kapelle wurde 1890 erbaut, ihre Einrichtung stammt ebenfalls aus dieser Zeit. Anmerkung: Das Objekt liegt an der Kreuzung Gussendorferweg-Lassenbergerweg auf einem Grundstück der EZ 79 KG 61033 Lassenberg. | BDA-Hist.: Q37972466 Status: § 2a Stand der BDA-Liste: 2025-06-30 Name: Lassenberg-Kapelle „Rosenkranz-Königin“ GstNr.: .87 Chapel Lassenberg |
| ja   | Datei hochladen | Römerzeitliche Siedlung Laßnitztal – Lassenberg HERIS-ID: 12617 Objekt-ID: 8770       | Laßnitztal Lassenberg Standort KG: Lassenberg       | Die Stelle liegt im Osten von Wettmannstätten an der Straße zum Gemeindeteil Lassenberg, nördlich einer Steinsäule vor Lassenberg, zum Charakter des Fotos siehe die Einleitung. Ihre Grundstücke werden landwirtschaftlich genutzt. Anmerkung: Die Fundstelle liegt auf Grundstücken zweier Grundbuchskörper (Einlagezahlen): Nr. 1229 bei EZ 274 und 1231 bei EZ 20 KG 61033 Lassenberg. | BDA-Hist.: Q38134379 Status: Bescheid Stand der BDA-Liste: 2025-06-30 Name: Römerzeitliche Siedlung Laßnitztal – Lassenberg GstNr.: 1229, 1231 |
| ja   | Datei hochladen | Römerzeitliche Siedlung beim Fastlbauer HERIS-ID: 11891 Objekt-ID: 8011               | bei Lassenberg 46 Standort KG: Lassenberg           | Das Grundstück der Fundstelle wird durch landwirtschaftliche Nutzflächen (Äcker und Wiesen) genützt, zum Charakter des Fotos siehe die Einleitung. In der Natur sind keine Reste, auch keine Bodenunebenheiten erkennbar. Sowohl die amtliche Karte als auch das Ortsverzeichnis der Statistik Austria verwenden die Schreibweise „Fastbauer“. Anmerkung: Es sind in diesem Bereich zwei Fundstellen verzeichnet: Der hier verlinkte Fundort der römischen Siedlung ist das Grundstück der EZ 20 KG 61033 Lassenberg. Der zweite Fundort (prähistorische Siedlung) liegt auf dem östlich anschließenden Grundstück in der KG Weniggleinz. | BDA-Hist.: Q38115635 Status: Bescheid Stand der BDA-Liste: 2025-06-30 Name: Römerzeitliche Siedlung beim Fastlbauer GstNr.: 1328 |
| ja   | Datei hochladen | Ortskapelle „Maria Hilf“ HERIS-ID: 7654 Objekt-ID: 3591                               | bei Schönaich 72 Standort KG: Schönaich             | Die Kapelle ist im Stil der zweiten Hälfte des 19. Jahrhunderts erbaut. Anmerkung: Das Objekt liegt im Südosten von Schönaich ca. 750 m nördlich der Bahnstrecke Wettmannstätten-Gussendorf und 200 m nördlich der L 601 Schröttenstraße auf einem Grundstück der EZ 80 KG 61056 Schönaich. | BDA-Hist.: Q37972623 Status: § 2a Stand der BDA-Liste: 2025-06-30 Name: Ortskapelle „Maria Hilf“ GstNr.: .68 |
| ja   | Datei hochladen | Prähistorische Siedlung beim Fastlbauer HERIS-ID: 11892 Objekt-ID: 8012               | bei Weniggleinz 3 Standort KG: Weniggleinz          | Das Grundstück der Fundstelle wird durch landwirtschaftliche Nutzflächen (Äcker und Wiesen) genützt, zum Charakter des Fotos siehe die Einleitung. In der Natur sind keine Reste, auch keine Bodenunebenheiten erkennbar. Sowohl die amtliche Karte als auch das Ortsverzeichnis der Statistik Austria verwenden die Schreibweise „Fastbauer“. Anmerkung: Es sind in diesem Bereich zwei Fundstellen verzeichnet: Die hier verlinkte Fundstelle der prähistorischen Siedlung ist das Grundstück der EZ 3 KG 61069 Weniggleinz. Die zweite Fundstelle (römische Siedlung) liegt auf dem westlich anschließenden Grundstück in der KG Lassenberg. Für das Grundstück Nr. 578 und das hier geschützte Grundstück 579 sind aus Anlass eines Pipelinebaus im Jahr 2001 auch Funde aus der späten Latènezeit und dem römischen Kaiserreich publiziert. | BDA-Hist.: Q38115641 Status: Bescheid Stand der BDA-Liste: 2025-06-30 Name: Prähistorische Siedlung beim Fastlbauer GstNr.: 579, 1328 |
| ja   | Datei hochladen | Kriegerdenkmal HERIS-ID: 7659 Objekt-ID: 3598                                         | Wettmannstätten 1 Standort KG: Wettmannstätten      | Das Denkmal besteht aus einem Block mit Inschriften und Symbolen und einem danebenstehenden Standbild (Pietà). Anmerkung: Das Objekt liegt vor der Kirche von Wettmannstätten auf einem Grundstück der EZ 57 KG 61070 Wettmannstätten. | BDA-Hist.: Q37972917 Status: § 2a Stand der BDA-Liste: 2025-06-30 Name: Kriegerdenkmal GstNr.: 4 War Memorial (Wettmannstätten) |
| ja   | Datei hochladen | Katholische Pfarrkirche hl. Valentin HERIS-ID: 7651 Objekt-ID: 3588                   | bei Wettmannstätten 36 Standort KG: Wettmannstätten | Die Kirche liegt im Ortszentrum von Wettmannstätten. Sie wurde 1965–1967 gebaut, ihr Fassadenschmuck stammt aus dem Jahr 1973. Ihre Vorgängerin war 1964/65 abgebrochen worden, sie stammte aus der Zeit von 1712–1718 und war ab 1921 Pfarrkirche. Aus der früheren Kirche stammen ein Hochaltarbild aus 1718 (der bestehende Hochaltar wird durch ein modernes Kreuz gebildet), andere Statuen und Bilder sowie eine Muttergottesstatue aus den Jahren 1460/80. Vier Rokoko-Statuen sind an den Wänden angebracht, sie stammen aus der Zeit um 1770 im Stil Veit Königers. Eine Tragestatue des hl. Valentin wird in das 3. Viertel des 18. Jahrhunderts datiert. Die Fresken an der Fassade stammen von Franz Weiss aus dem Jahre 1973. Anmerkung: Die Kirche liegt auf einem Grundstück der EZ 57 KG 61070 Wettmannstätten. Der Hochaltar des früheren Baues wurde nach Graz-St. Peter, ein Seitenaltar aus dem Jahr 1713 nach Gutenberg gebracht. | BDA-Hist.: Q27921983 Status: § 2a Stand der BDA-Liste: 2025-06-30 Name: Katholische Pfarrkirche hl. Valentin GstNr.: 4 Pfarrkirche Wettmannstätten |
| ja   | Datei hochladen | Grabhügelgruppe Gleinzhölzer HERIS-ID: 11895 Objekt-ID: 8016                          | Gleinzhölzer Standort KG: Wettmannstätten           | Die Fundstelle befindet sich an einem Fahrweg südwestlich der Lagersiedlung am Kaslerweg, wo ein weiterer Weg für Geländefahrzeuge in nördlicher Richtung abzweigt, zum Charakter des Fotos siehe die Einleitung. Ihre Grundstücke sind mit Wald bedeckt. In der Natur sind keine Reste erkennbar. Anmerkung: Die Fundstelle liegt auf Grundstücken mehrerer Grundbuchskörper (Einlagezahlen): Das Grundstück Nr. 581 bei EZ 35, Nr. 582 bei EZ 2, Nr. 583 bei EZ 14, Nr. 656 bei EZ 293 KG 61070 Wettmannstätten. | BDA-Hist.: Q38115927 Status: Bescheid Stand der BDA-Liste: 2025-06-30 Name: Grabhügelgruppe Gleinzhölzer GstNr.: 583, 582, 656, 581 |
| ja   | Datei hochladen | Römerzeitliche Siedlung Laßnitztal – Wettmannstätten HERIS-ID: 60328 Objekt-ID: 72531 | Wettmannstätten 27 Standort KG: Wettmannstätten     | Das Grundstück der Fundstelle liegt an der Straße nach Zehndorf im östlichen Teil des Ortes Wettmannstätten, westlich des Feuerwehrhauses. Es ist im Süden mit einem alten Bauernhof bebaut, sein nördlicher Teil wird als landwirtschaftliche Nutzfläche (Acker oder Wiese) genützt. In der Natur sind keine Reste, auch keine Bodenunebenheiten erkennbar. Anmerkung: Die Fundstelle liegt auf einem Grundstück der EZ 5 KG 61070 Wettmannstätten. | BDA-Hist.: Q38091506 Status: Bescheid Stand der BDA-Liste: 2025-06-30 Name: Römerzeitliche Siedlung Laßnitztal – Wettmannstätten GstNr.: 183/1 |
| ja   | Datei hochladen | Mittelalterliche Wehranlage Forstjogl HERIS-ID: 11888 Objekt-ID: 8008                 | Forstjogl Standort KG: Wohlsdorf                    | Der Ort des Denkmals ist mit Bäumen und Gebüsch bewachsen, einige kurze Wege, die der Bearbeitung des Gehölzes dienen, führen in das Gelände. Zum Charakter des Fotos siehe die Einleitung. In der Natur sind Geländestufen erkennbar, die den Standort von dem leicht gegen Süden geneigten Hang herausheben. Ob diese Flächen tatsächlich auf die Anlage (z. B. einen Burghof) zurückzuführen sind oder ob es sich um später angelegte, aber wieder aufgegebene und zugewachsene Flächen (z. B. alte Äcker) handelt, ist offen. Anmerkung: Die Fundstelle liegt auf Grundstücken mehrerer Grundbuchskörper (Einlagezahlen): Das Grundstück Nr. 124 bei EZ 1; Grundstück Nr. 125/2 bei EZ 2; Nr. 125/3 bei EZ 299 und Nr. 125/4 bei EZ 300 KG 61074 Wohlsdorf. | BDA-Hist.: Q38115570 Status: Bescheid Stand der BDA-Liste: 2025-06-30 Name: Mittelalterliche Wehranlage Forstjogl GstNr.: 124, 125/2, 125/3, 125/4 |
| ja   | Datei hochladen | Bronzezeitliche Siedlung HERIS-ID: 110202 Objekt-ID: 127874seit 2012                  | bei Wohlsdorf 34 Standort KG: Wohlsdorf             | Es handelt sich um eine archäologische Fundstelle. Sie wurde bei Arbeiten für die Koralmbahn ergraben, nachdem bereits beim Bau der Adria-Wien Pipeline AWP, die den Bereich der Fundstelle schneidet, Hinweise auf mögliche Funde auftraten. Es wurde unter anderem wurde ein Brunnen mit einem hölzernen Brunnenkasten aus der mittleren Bronzezeit gefunden, der die dichte Besiedlung des Gebietes bereits 1600–1300 v. Chr. dokumentiert und als Sachquelle von internationaler Bedeutung eingeschätzt wurde. Der Brunnen wurde nach seiner Entdeckung nicht ausgegraben, sondern zwecks weiterer wissenschaftlicher Untersuchung in einem 17 Tonnen schweren Block samt umgebendem Erdreich als Ganzes geborgen und wissenschaftlich eingehend untersucht. Anhand der vielen gefundenen und gut erhaltenen Pflanzenreste im Brunnen (mehrere tausend) konnten Aufschlüsse über die natürliche Umwelt, die verwendeten Nutzpflanzen und Ernährungsgewohnheiten gewonnen werden. Anmerkung: Auf dem Gelände der Fundstelle liegt das Gleisdreieck zwischen der Koralmbahn und der Wieserbahn bei Wettmannstätten. Die Fundstelle liegt im Zentrum des Gleisdreiecks sowie südlich und östlich davon. Jene Flächen, auf denen die Bahngeleise liegen, wurden geräumt und für den weiteren Bahnbau freigegeben, geschützt sind noch Grundstücke neben den Geleisen, in denen weitere Funde vermutet werden. Die Fundstelle befindet sich auf 15 Grundstücken mehrerer Einlagezahlen: So die Grundstücke Nr. 308/1 und 308/2 in EZ 49; Nr. 309/1, 309/2 in EZ 29; Nr. 310/3 und 310/4 in EZ 23; Nr. 311/5 und 311/6 in EZ 153; Nr. 313/1, 313/2 und 313/3 in EZ 57; Nr. 325/3, 325/4 in EZ 130; Nr. 326/1 in EZ 50 und Nr. 327/1 in EZ 35. | BDA-Hist.: Q37817605 Status: Bescheid Stand der BDA-Liste: 2025-06-30 Name: Bronzezeitliche Siedlung GstNr.: 325/3, 325/4, 311/5, 311/6, 310/3, 310/4, 309/1, 309/2, 326/1, 327/1, 308/1, 308/2, 313/1, 313/2, 313/3 Bronzezeitliche Siedlung Wohlsdorf, Steiermark |
| ja   | Datei hochladen | Zehndorfer Dorfkapelle „Maria Schutz“ HERIS-ID: 7653 Objekt-ID: 3590                  | bei Zehndorf 67 Standort KG: Zehndorf               | Das Gebäude stammt aus dem 19. Jahrhundert. Anmerkung: Es liegt im Ortszentrum von Zehndorf auf einem Grundstück der EZ 180 KG 61075 Zehndorf (das in der Verordnung des BDA angegebene Grundstück Nr. 2 EZ 50000 ist das Grundstück, welches die Kapelle umschließt, die richtige Grundstücksnummer ist 1). | BDA-Hist.: Q37972580 Status: § 2a Stand der BDA-Liste: 2025-06-30 Name: Zehndorfer Dorfkapelle „Maria Schutz“ GstNr.: 1 Chapel Zehndorf |
| ja   | Datei hochladen | Römerzeitliche Siedlung Laßnitztal – Zehndorf HERIS-ID: 12948 Objekt-ID: 9112         | Laßnitztal Zehndorf Standort KG: Zehndorf           | Die Fundstelle wird als landwirtschaftliche Nutzfläche (Acker oder Wiese) verwendet. Sie liegt östlich der Straße von Preding nach Zehndorf im Laßnitztal südlich des Anwesens „Müllerwirt“, nordöstlich der nach Westen abzweigenden Straße nach Zehndorf. Anmerkung: Die Fundstelle liegt auf den Grundstücken mehrerer Grundbuchskörper (Einlagezahlen): Nr. 140 EZ 11, Nr. 142 EZ 136 KG 61075 Zehndorf. | BDA-Hist.: Q38149564 Status: Bescheid Stand der BDA-Liste: 2025-06-30 Name: Römerzeitliche Siedlung Laßnitztal – Zehndorf GstNr.: 140, 142 |
| ja   | Datei hochladen | Grabhügel beim Luckenjörgl HERIS-ID: 59829 Objekt-ID: 71432                           | Luckenjörgl Standort KG: Zehndorf                   | Die Stelle liegt abseits öffentlicher Straßen auf einem bewaldeten Hügel. Anmerkung: Die Fundstelle liegt auf einem Grundstück der EZ 12 KG 61075 Zehndorf. | BDA-Hist.: Q38088849 Status: Bescheid Stand der BDA-Liste: 2025-06-30 Name: Grabhügel beim Luckenjörgl GstNr.: 276 |